# Caroline Dhavernas
Pour les articles homonymes, voir Dhavernas.
Caroline Dhavernas, née le 15 mai 1978 à Montréal, au Québec (Canada), est une actrice canadienne.
Fille de comédiens, elle commence sa carrière dès sa jeunesse dans le doublage, puis fait ses débuts télévisés et cinématographiques par la suite, menant de front une carrière au Canada et aux États-Unis. En 2001, elle tient le rôle-titre dans le téléfilm Heart : The Marilyn Bell Story. Elle est principalement connue pour avoir incarné Jaye Tyler dans la série Wonderfalls, diffusée sur FOX en 2004, qui rencontre un succès d'estime. En 2007, elle obtient le rôle de la docteure Lily Brenner dans la série Off the Map : Urgences au bout du monde. Au cinéma, elle apparaît dans Hollywoodland, Niagara Motel, Agent double (Breach), La bataille de Passchendaele et Mars et Avril.
De 2013 à 2015, elle joue le personnage de la docteure Alana Bloom dans la série Hannibal, diffusée sur NBC.
En 2021, elle est choisie pour être la voix du Réseau express métropolitain (REM) à Montréal.

## Biographie

### Enfance et éducation
Caroline Dhavernas est née à Montréal, au Québec. Elle est la fille des comédiens Sébastien Dhavernas et Michèle Deslauriers et la sœur de Gabrielle Dhavernas, actrice spécialisée dans le doublage, dont le timbre de voix est très semblable. Il est même arrivé à Gabrielle de doubler la voix de Caroline. Elle a appris la langue anglaise dès son très jeune âge, lorsque ses parents l'ont envoyée dans une école élémentaire The Priory School, où l'on parle anglais.

### Débuts et révélation
Caroline Dhavernas commence sa carrière à huit ans, grâce à ses parents, qui l'ont poussée à faire du doublage afin de surmonter sa timidité. Ses débuts dans le doublage se font notamment avec le film d'animation Le Triomphe de Babar. Elle continue dans cette voie en doublant des téléséries comme Babar, Mont-Royal et La Championne.
Concernant son expérience dans le doublage, elle dira :

« Ils ont bien fait ! J'ai tellement aimé ça… Mes parents ont tenté de me ralentir, mais ç'a été peine perdue: le doublage m'a donné la piqûre et m'a donné envie d'être une actrice ! »

— Caroline Dhavernas, extrait de l'article de Manon Chevalier, Elle Québec, décembre 2012.
À l'âge de 12 ans, elle a fait ses débuts comme actrice dans le film Comme un voleur de Michel Langlois. Par la suite, elle joue dans de nombreuses téléséries canadiennes à succès telles que Marilyn, Zap, Jasmine, Urgence, Lobby, Réseaux et Le Polock et surtout Tag, dans lequel elle tient le rôle de Stéphanie Castonguay,.
On peut également la voir dans un épisode de The Secret Adventures of Jules Verne ; elle tente ensuite sa chance à Hollywood, apparaissant en 2002 dans un épisode de New York, police judiciaire (Law & Order). Elle tient ensuite le rôle-titre du téléfilm Marilyn Bell : Une histoire de cœur. Mais c'est du côté du Canada qu'elle parvient à vraiment enchaîner les rôles : dans L'Île de sable de Johanne Prégent, Lost and Delirious de Léa Pool, The Baroness and the Pig de Michael Mackenzie, ou encore Nez rouge d'Érik Canuel.
L'année 2004 marque un tournant dans sa carrière : elle est en effet choisie pour incarner le rôle principal d'une nouvelle série télévisée fantastique de la chaîne américaine Fox, nommée Wonderfalls. Les critiques sont excellentes, mais le public trop peu nombreux. Le programme est interrompu au bout de quelques épisodes. La comédienne décide alors de partager désormais son temps entre Montréal et New York.

### Entre Hollywood et le Canada

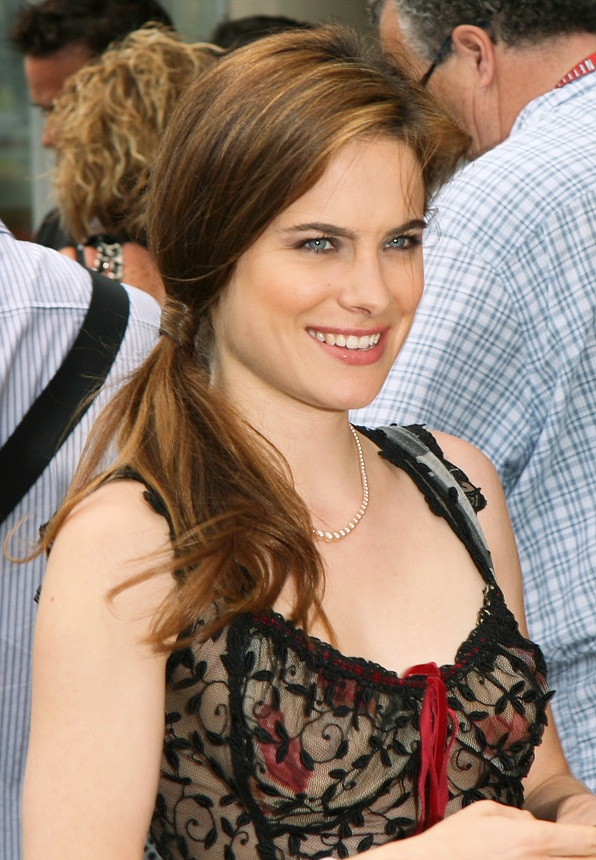
Caroline Dhavernas au Festival international du film de Toronto en 2008.

Elle continue ainsi à mener des projets au Canada, tout en tournant quelques films américains. Dirigée en 2005 par Peter Greenaway dans The Tulse Luper Suitcases, elle évolue devant la caméra de l'Américain Allen Coulter en 2006, pour le biopic Hollywoodland aux côtés d'Adrien Brody, Diane Lane et Ben Affleck. L'année suivante, elle donne la réplique à Laura Linney dans le thriller indépendant Agent double, réalisé par Billy Ray.
C'est au Canada qu'elle parvient à conserver une vraie visibilité, avec les films These Girls, Niagara Motel, Comme tout le monde, La Belle bête, Comment survivre à sa mère, Passchendaele, Le cri du hibou en 2009 et De père en flic.
Elle tente de garder un pied à la télévision américaine : en 2010, après un épisode de New York : Section Criminelle, elle rejoint ainsi la distribution de deux épisodes de la prestigieuse mini-série historique The Pacific, une production de Steven Spielberg et Tom Hanks, diffusée sur HBO. Et en 2011, elle décroche l'un des rôles principaux de la nouvelle production de Shonda Rhimes, créatrice des séries à succès, Grey's Anatomy et Private Practice, intitulée Off the Map : Urgences au bout du monde. Le programme est cependant un échec critique et commercial, et s'arrête au bout d'une seule saison raccourcie.
Au cinéma, le thriller horrifique Devil, la comédie romantique Une famille très moderne et le film d'aventures Wrecked sont tous des échecs, malgré l'implication de valeurs sûres américaines. En revanche, au Canada, le drame de science-fiction Mars et Avril de Martin Villeneuve, tiré des romans graphiques éponymes,, et sorti en 2012, lui permet de rester au premier plan.
Mais la même année, c'est surtout Bryan Fuller, le créateur de Wonderfalls qui la sollicite. Il développe en effet une série d'horreur, Hannibal, adaptée de l'œuvre éponyme de Thomas Harris, pour la chaîne NBC. Il lui confie un rôle secondaire, celui de la psychiatre Alana Bloom, mais ce rôle est développé durant les saisons suivantes, diffusées entre 2014 et 2015. Et si le programme est arrêté faute de public, les critiques sont excellentes, notamment concernant les performances des comédiens. Elle-même reçoit ainsi une nomination aux Saturn Awards.
En 2017, elle tient le rôle-titre de la série Mary Kills People, diffusé sur Global, dans lequel elle incarne un médecin qui aide des patients à mourir selon leurs volontés.
En 2024, elle fait partie du jury "Visages de la francophonie" du Festival de films francophones Cinemania.

## Voix officielle du REM
Le 25 novembre 2021, le Réseau express métropolitain annonce que Caroline Dhavernas sera la voix officielle du REM de Montréal, la voix qui annonce le nom des arrêts et les messages en tout genre sur le réseau. Sa mère, la comédienne Michèle Deslauriers, occupe les mêmes fonctions pour le métro de Montréal. Il s'agit cependant d'un pur hasard puisque la voix de Dhavernas a été choisie à l'aveugle par plus de 35 000 futurs usagers du réseau,. 

## Vie privée
En couple avec l'acteur Maxime Le Flaguais, Caroline Dhavernas accouche d'une petite fille, Françoise, née en septembre 2018.

## Filmographie

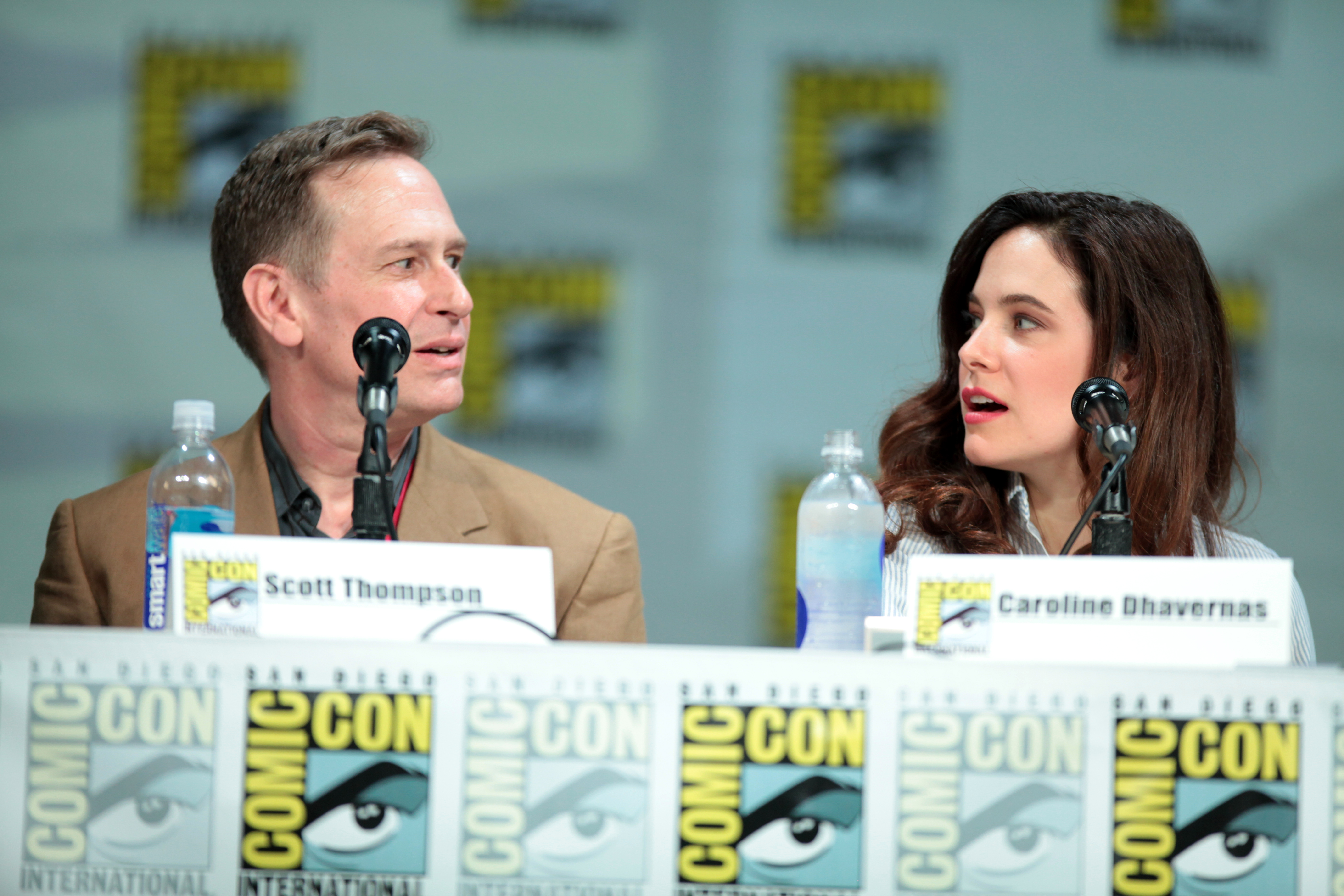
Scott Thompson et Caroline Dhavernas au Comic-Con en 2014.

### Cinéma

#### Longs métrages
- 1990 : Comme un Voleur de Michel Langlois : Gabrielle
- 1993 : Cap Tourmente de Michel Langlois : Valérie Huot
- 1999 : Running Home de Marc F. Voizard : Jessica
- 1999 : L'Île de sable de Johanne Prégent : Manou
- 2001 : Rebelles (Lost and Delirious) de Léa Pool : Kara
- 2001 : Snow, Sex and Sun (Out Cold) de Brendan et Emmett Malloy : Anna
- 2002 : Les Moutons de Jacob de Jean-François Pothier : Caroline
- 2002 : Edge of Madness d'Anne Wheeler : Annie Herron
- 2002 : The Baroness and the Pig de Michael MacKenzie : Emily
- 2003 : The Tulse Luper Suitcases, Part 1: The Moab Story de Peter Greenaway : Passion Hockmeister
- 2003 : The Tulse Luper Suitcases: Antwerp de Peter Greenaway : Passion Hockmeister
- 2003 : Nez rouge de Érik Canuel : Nathalie Lachance
- 2005 : These Girls de John Hazlett: Keira St-George
- 2005 : Niagara Motel de Gary Yates : Loretta
- 2005 : A Life in Suitcases de Peter Greenaway : Passion Hockmeister
- 2006 : Comme tout le monde de Pierre-Paul Renders : Claire
- 2006 : Hollywoodland d'Allen Coulter : Kit Holliday
- 2006 : La Belle bête de Karim Hussain : Isabelle-Marie
- 2007 : Agent double (Breach) de Billy Ray : Juliana O'Neill
- 2007 : Comment survivre à sa mère (Surviving My Mother) d'Émile Gaudreault : Bianca
- 2008 : La Bataille de Passchendaele (Passchendaele) de Paul Gross : Sarah Mann
- 2009 : Le Cri du hibou (Cry of the Owl) de Jaimie Traves : Nickie Grace
- 2009 : De père en flic d'Émile Gaudreault : Geneviève
- 2010 : Une famille très moderne (The Switch) de Josh Gordon et Will Speck: Pauline
- 2010 : Devil de John Erick Dowdle : Elsa Nahai
- 2010 : Lost Identity (Wrecked) de Michael Greenspan : femme
- 2012 : Mars et Avril de Martin Villeneuve : Avril
- 2013 : Goodbye World de Denis Hennelly : Becky Snider
- 2014 : Le Vrai du faux d'Émile Gaudreault : Isabelle Lauzon
- 2015 : La Chambre interdite (The Forbidden Room) de Guy Maddin et Evan Johnson : Gong
- 2016 : Chasse-Galerie : La légende de Jean-Philippe Duval : Liza Gilbert
- 2017 : De père en flic 2 d'Émile Gaudreault : Geneviève
- 2017 : Easy Living d'Adam Keleman : Sherry
- 2017 : Hochelaga, terre des âmes de François Girard : cheffe d'antenne RDC
- 2024 : Oh, Canada de Paul Schrader : Renee

#### Courts métrages
- 1996 : L'Oreille de Joé d'Alain DesRochers[15]
- 2010 : One Last Dance de Richard Lehun : Norma, jeune
- 2018 : Hyperlight de Nguyen-Ang Nguyen : ADA
- 2020 : Les Monstres de Frank Tremblay : Manon

### Télévision

#### Séries télévisées
- 1990 : Les Filles de Caleb : Rose Pronovost 8 à 11 ans[N 2]
- 1991 : Marilyn : Abeille
- 1993 : Zap : Isabelle Daigneault
- 1995 : Jasmine : Caroline
- 1996 : Urgence : Josianne Villeneuve
- 1997 : Lobby : Roxanne
- 1998 : Réseaux : Christine
- 1999 : Le Polock : Camille Langlois
- 2000 : Tag : Stéphanie
- 2000 : The Secret Adventures of Jules Verne : Angélique Doré (1 épisode)
- 2002 : Fêtes fatales : Jour de l'An : Jeanne
- 2002 : New York, police judiciaire (Law & Order) : Alicia Milford (1 épisode)
- 2004 : Wonderfalls : Jaye Tyler (13 épisodes)
- 2010 : New York, section criminelle (Law & Order: Criminal Intent) : Maya « Diana » Sills (1 épisode)
- 2010 : Band of Brothers: L'enfer du Pacifique (The Pacific) : Vera Keller (2 épisodes)
- 2011 : Off the Map : Urgences au bout du monde : Lily Brenner (13 épisodes)
- 2013-2015 : Hannibal : Dre Alana Bloom (39 épisodes)
- 2014 : Les Beaux Malaises : jeune Monique (2 épisodes)
- 2016 : Blue Moon : Chloé Vincent
- 2017 - 2019 : Dre Mary : mort sur ordonnance : Dre Mary Harris (18 épisodes)
- 2021 : Les Beaux Malaises 2.0 : Audrey
- 2022 : Aller simple : Julie Sicotte

#### Téléfilms
- 2001 : Heart: The Marilyn Bell Story de Manon Briand : Marilyn Bell
- 2013 : Over/Under de Bronwen Hughes : Vicky Keller

## Doublage

### Films
- 1993 : Denis la petite peste[N 3] : Polly (Natasha Lyonne)
- 1995 : Souvenirs de l'au-delà : Regina (Alicia Silverstone)
- 1996 : Le Jour de l'indépendance[N 4] : Alicia Casse (Lisa Jakub)
- 1997 : Secrets d'ados[N 5] : Megan (Amy Stewart)
- 1997 : Extase[N 6] : Sandra Lisson (Molly Parker)
- 1997 : Double Identité[N 7] : Jamie Archer (Dominique Swain)
- 1998 : Le Secret des anges [N 8] : Milagros (Leire Berrocal)
- 1998 : Les Enseignants [N 9] : Marybeth Louise Hutchinson (Laura Harris)
- 1999 : Elle a Tout pour Elle [N 10] : Taylor Vaughan (Jodi Lyn O'Keefe)
- 1999 : 10 Choses que Je Déteste de Toi[N 11] : Bianca Straford (Larisa Oleynik)
- 1999 : Pleine lune à Woodstock[N 12] : Alison Kantrowitz (Anna Paquin)
- 1999 : Attention Madame Tingle [N 13] : Jo Lynn Jordan (Marisa Coughlan)
- 1999 : Souvenirs de Liberty Heights[N 14] : Dubbie, la blonde (Carolyn Murphy)
- 2000 : Des Gars, des filles[N 15] : Jennifer (Claire Forlani)
- 2000 : La Petite voix du cœur[N 16] : Novalee Nation (Natalie Portman)
- 2000 : Pourchassé [N 17] : Ziggy Watson (Laura Harris)
- 2001 : Naive[N 18] : Eloise Logan (Lacey Chabert)
- 2001 : Coup de peigne : Christina (Rachael Leigh Cook)
- 2002 : Les Complices [N 19] : Angela (Jaime King)
- 2023 : Frissons VI : Mindy Meeks-Martin (Jasmin Savoy Brown)
- 2025 : Elli et l'équipe des monstres : Martha[16]

### Jeux vidéo
- 2014 : Child of Light : la narratrice

## Voix francophones
Bien qu'étant québécoise, Caroline Dhavernas a parfois été doublée par d'autres actrices, que ce soit en France ou au Québec,, pour ses rôles anglophones. Elle s'est néanmoins doublée au Québec sur neuf films et en France dans la série Wonderfalls.
En France
- Laurence Charpentier dans [17] : 
  - Comme tout le monde
  - Comment survivre à sa mère

et aussi
- Laura Préjean dans Snow, Sex and Sun[20]
- Elle-même dans Wonderfalls (série télévisée)[21]
- Margot Faure dans Hollywoodland[22]
- Karine Foviau dans Niagara Motel[17]
- Elsa Kikoïne dans The Pacific (série télévisée)[23]
- Hélène Bizot dans Off the Map (série télévisée)[17]
- Stéphanie Hédin dans Hannibal (série télévisée)[24]

Au Québec
Note : la liste indique les titres québécois.
- Elle-même dans [18],[19]: 
  - Station Sauvage
  - Hollywoodland
  - Trois pour un
  - Brèche
  - Comment survivre à sa mère
  - Marilyn Bell: Une histoire de cœur (série télévisée)
  - La Bataille de Passchendaele
  - L'Échange
  - Brisé
  - Dre Mary : mort sur ordonnance

et aussi
- Émilie Durand dans Rebelles[19]
- Catherine Proulx-Lemay dans Motel Niagara[19]
- Ariane-Li Simard-Côté dans Démon[19]

## Distinctions

### Nominations
- 2013 : Prix Aurore[25]
- Prix Génie 2007 : Meilleure actrice dans un second rôle pour Niagara Motel[26]
- ACTRA 2005 : Meilleure performance d’une actrice pour Wonderfalls[26]
- Prix Gémeaux 2001 : Meilleure actrice dans un rôle de soutien, catégorie « série dramatique » pour Tag[26]
- Prix Gémeaux 1996 : Meilleure actrice dans un rôle principal, catégorie « série jeunesse » pour Zap III[26]

## Anecdotes
- Elle a joué dans deux séries télévisées aux côtés de son père : Réseaux et Urgence.
- Elle s'est entraînée durant deux mois au club Pointe-Claire pour interpréter Marilyn Bell, première à traverser à la nage le lac Ontario en 1954.
- En anglais, elle prononce son prénom Caro"lean" et son nom de famille "Daverna", afin d'en préserver la consonance francophone.